# Чонсткув (Кольський повіт)
Чонсткув (пол. Cząstków) — село в Польщі, у гміні Клодава Кольського повіту Великопольського воєводства.
Населення — 548 осіб (2011).
У 1975-1998 роках село належало до Конінського воєводства.

## Демографія
Демографічна структура станом на 31 березня 2011 року:
|          | Загалом | Допрацездатний вік | Працездатний вік | Постпрацездатний вік |
| -------- | ------- | ------------------ | ---------------- | -------------------- |
| Чоловіки | 261     | 49                 | 184              | 28                   |
| Жінки    | 287     | 61                 | 167              | 59                   |
| Разом    | 548     | 110                | 351              | 87                   |